# Зейналов, Тельман Гейдар оглы
Тельман Гейдар оглы Зейналов (азерб. Telman Heydər oğlu Zeynalov; 20 октября 1931- 12 января 2024, Баку) — советский и азербайджанский скульптор. Лауреат государственной премии Азербайджанской ССР (1978), Заслуженный деятель искусств Азербайджана (1992), Лауреат первой Азербайджанской национальной премии «Humay» (2001), Удостоен персональной стипендии Президента Азербайджанской Республики (2002).

## Биография
Зейналов Тельман Гейдар оглы, родился 20 октября 1931 года в городе Баку, Азербайджанская ССР (Азербайджанская Республика).
С 1939 г. по 1947 г. учился в средней школе № 6 города Баку, в 1948 году поступил в Азербайджанское Государственное Художественное училище им. «Азим Азимзаде», на скульптурное отделение. В 1951 г. был призван на действительную воинскую службу, с 1956 г. по 1962 г. учился в «Ленинградском высшем художественно-промышленном училище им. В. И. Мухиной», по специальности скульптор. С 1957 г. принимал участие в республиканских, всесоюзных и международных выставках, в 1965 г. вступил в Союз художников СССР., с 1977 г. по 1991 г. был избран председателем художественного совета по скульптуре, при Союзе художников Азербайджана, в 1982 г. и 1987 г. избирался членом правления Союза художников Азербайджана.

## Звания и премии
- Лауреат государственной премии Азербайджанской ССР 1978 г.[1] ,
- Заслуженный деятель искусств Азербайджана 1992 г.,[2]
- Лауреат первой Азербайджанской национальной премии «Humay» 2001 г.,
- Удостоен персональной стипендии Президента Азербайджанской Республики 2002 г.[3]

## Творчество
Зейналовым Тельманом в соавторстве с Зейналовым Эльдаром
 (1937—2007) был создан ряд монументальных произведений, таких как: монумент в честь воинов-Ленкоранцев, павших в Великой Отечественной войне, монумент установлен в городе Ленкорань (Азербайджан), открытие монумента состоялось в 1975 г., за эту работу авторы были удостоены Государственной премии Азербайджанской ССР, стела «Страницы истории Азербайджана» была установлена в городе Ульяновск (Россия), в парке «Дружба народов» , скульптурный ансамбль-фонтан «Семь красавиц» был установлен в гор. Баку, на площади фонтанов в 1988 г., в основу композиции фонтана легло произведение Великого Азербайджанского поэта Низами Гянджеви «Семь красавиц» из его сборника «Хамсе» (Пятерица), сюжет каждой из восьми орнаментальных граней фонтана повествовал о семи рассказах жён Бахрама, на восьмой был изображен сам Бахрам и его семь жен. Фонтан был установлен в 1988 году, после окончания реконструкции парка начатой в 1984 г. Тема фонтана была выбрана из-за его местоположения, рядом находится музей литературы имени Низами и скульптура посвященная поэту. Ландшафтным дизайнером был архитектор-художник Рагим Сейфуллаев. Памятник «Низами Гянджеви» установлен в столице России, в Москве, в сквере Муслима Магомаева в 1991 г., на пересечении Леонтьевского и Елисеевского переулков, памятник «Шахиду» в гор. Хорремшехр (Иран), фигуры муз «трагедии и комедии» на фасаде здания «Театр музыкальной комедии» гор. Баку.
Миниатюры:
- Рельеф-миниатюра «Ширин купающаяся в источнике», бронза, 1992 г. (Музей изобразительных искусств им. Р. Мустафаева, г. Баку)
- Рельеф-миниатюра «Искендер во дворце у Нушабе», бронза, 1992 г. (Музей изобразительных искусств им. Р. Мустафаева, г. Баку)

Медали:
- «Паруса на Каспии», медь, 1975 г. (Международная выставка медали г. Краков, Польша).
- Юбилейная медаль «Самед Вургун»[10], темпак, 1975 г.
- Серия медалей посвященная городу Баку, пластмасса, 1983 г.
- Юбилейная медаль «Узеир Гаджибеков»[11], темпак, 1985 г.
- Юбилейная медаль «Саттар Бяхлулзаде»[12] 1992 г.
- Юбилейная медаль Низами Гянждеви, 1991 г.

## Галерея
- Муза комедии «Театр музыкальной комедии» в Баку (совместно с Зейналовым Эльдаром)
- Муза трагедии «Театр музыкальной комедии» в Баку (совместно с Зейналовым Эльдаром)
- Памятник Низами Гянджеви, г. Москва, Россия (Совместно с Зейналовым Эльдаром)
- Скульптурный ансамбль-фонтан «Семь красавиц» 1987 г., г. Баку, Площадь фонтанов (совместно с Зейналовым Эльдаром).
- Стела «Страницы истории Азербайджана» г. Ульяновск, Россия (совместно с Зейналовым Эльдаром).
- Монумент в честь воинов-ленкоранцев, павших в Великой Отечественной войне (совместно с Зейналовым Эльдаром)
- "Паруса на Каспии" 1973г.
- «Узеир Гаджибеков» 1985 г. Авторы Зейналов Т. Г. и Зейналов Э. Г.
- «Саттар Бяхлулзаде» 1992 г. Авторы Зейналов Т. Г. и Зейналов Э. Г.
- «Самед Вургун» 1975 г. Авторы Зейналов Т.Г. и Зейналов Э.Г.
- «850 лет со дня рождения Низами Гянджеви» Авторы Зейналов Т. Г. и Зейналов Э. Г.